# Бои в секторе Газа (2007)
Битва в секторе Газа (араб. معركة غزّة‎, англ. Battle of Gaza) — военный конфликт между организациями ХАМАС и ФАТХ в период с 7 июня по 15 июня 2007 года в секторе Газа. Это привело к получению ХАМАСом полного контроля над сектором Газа, после вытеснения из него большинства активистов ФАТХ.
По оценкам Международного комитета Красного Креста по меньшей мере 118 человек были убиты и более 550 ранены в ходе недельных боёв.

## Предпосылки
Конфликт между ФАТХ и ХАМАС развивается с тех пор, как ХАМАС, признанный террористической организацией в ряде стран, выиграл выборы в законодательное собрание ПНА в январе 2006 года. Впервые, с момента создания палестинской администрации (ПНА), господство ФАТХ в ней пошатнулось из-за появления большинства в парламенте у ХАМАСа. До этих выборов ХАМАС воспринимался как одна из главных угроз для стабильности, и органами безопасности ПНА принимались меры по предотвращению роста влияния ХАМАСа.
После прихода к власти ХАМАС предложил Израилю продление соглашения о перемирии, сроком на один год, но объявил, что отказывается признавать часть последних соглашений между палестинским правительством и Израилем. Как следствие этого США, Израиль и ЕС прекратили оказывать помощь ХАМАСу. США и Израиль попытались ослабить власть ХАМАСа при одновременном укреплении позиций председателя ПНА Махмуда Аббаса и заставить ХАМАС уйти от власти.
В феврале 2007 года между руководителями ФАТХ и ХАМАС было достигнуто соглашение и создано коалиционное правительство. Международное сообщество в очередной раз потребовало, чтобы новое правительство ПНА признало Израиль, разоружило боевиков и прекратило насилие. Трёхсторонние переговоры между США, Палестинской Автономией и Израилем закончились безрезультатно.
Но коалиционное правительство продержалось недолго. Начались многочисленные столкновения членов ФАТХ и ХАМАС, как в секторе Газа, так и в Иудее и Самарии. В июне ХАМАС военным путём захватил власть в секторе Газа, заявив о намерении создать там исламское государство.

## Нападения
В начале июня 2007 года активное противостояние между ХАМАСом и Израилем стало ослабевать. В то же время началась эскалация внутренних столкновений между ФАТХ и ХАМАС в секторе Газа. В начале июня начали поступать многочисленные доклады о местных столкновения между движениями в Рафиахе, а 10 июня — в городе Газа.
10 июня
Боевики ХАМАС захватили несколько членов «Фатха» и сбросили одного из них, Мухаммеда Свеирки, офицера элитной палестинской президентской гвардии, с верхней части (с 15-го этажа) самого высокого жилого здания в Газе. В ответ боевики ФАТХ напали и убили имама из Великой городской мечети, Мохаммеда аль-Рифати. Они также открыли огонь по дому премьер-министра Исмаила Хании. Также, незадолго до полуночи, боевик Хамаса был сброшен с крыши 12-этажного здания.
11 июня
Резиденция лидера ФАТХ Махмуда Аббаса была обстреляна из минометов, а резиденция Исмаила Хании подверглась атаке из гранатомета.
12 июня
ХАМАС начали нападать на должностных лиц, должности которых занимали их соперники из организации ФАТХ. Сотни боевиков ХАМАСа захватили государственные здания, предоставив их обитателям два часа на выезд из сектора Газа. Как сообщили свидетели агентству Франс-Пресс, основная база ФАТХ в городе Джебалия была занята боевиками ХАМАСа. Тяжелые бои бушевали вокруг главной штаб-квартиры ФАТХ в городе Газа, боевики ХАМАСа обстреливали её из реактивных гранатометов и автоматического оружия. В штурме участвовали около 200 боевиков ХАМАСа, против 500 обороняющихся членов ФАТХа.
13 июня
14 июня

## Нарушения международного права
Организация Human Rights Watch обвиняет обе стороны в нарушении международного гуманитарного права, которое в ряде случаев может быть приравнено к военным преступлениям. Обвинения включают: нападения и убийства гражданских лиц, публичные казни политических противников и пленников, сбрасывание заключенных с крыш и из квартир высотных зданий, боевые действия в больницах, стрельба из машин, отмеченных знаками телевидения. Международный комитет Красного Креста осудил нападения и боевые действия вокруг двух больниц в северной части сектора Газа.
Директор Human Rights Watch по Ближнему Востоку Сара Ли Уитсон заявила, что :

Эти нападения ХАМАСа и ФАТХа являются жестокими посягательствами на самые основные гуманитарные принципы. Убийства гражданских лиц, не участвующих в боевых действиях и умышленное убийство пленных являются военными преступлениями
Оригинальный текст (англ.)These attacks by both Hamas and Fatah constitute brutal assaults on the most fundamental humanitarian principles. The murder of civilians not engaged in hostilities and the willful killing of captives are war crimes, pure and simple.